# Artzin
Artzin (ang. art magazine – magazyn sztuki) – rodzaj pisma alternatywnego o tematyce literackiej lub artystyczno-literackiej.

## Historia artzinów w Polsce
Idea tego rodzaju wydawnictw w Polsce ma swoje korzenie w działaniach nowofalowców, z przełomu lat 60. i 70., którzy nielegalnie powielali swoje wydawnictwa książkowe. Nosiły one nazwę samizdatów i pozwalały istnieć poza cenzurą.
W latach 80. stanowiły filar trzeciego obiegu. Dominowały w nim niezależne fanziny: muzyczne, ekologiczne, anarchistyczne.
Artziny zrobiły karierę w latach 90. jako prywatne arkusze „preparowane manufakturowo przez swoich autorów, najczęściej odbijane na ksero”, czasem też drukowane. Dystrybuowane były głównie za pośrednictwem poczty, ale też sprzedawane w punktach stacjonarnych. Są tworzone przez amatorów, często na zasadzie handmade, co podkreśla tym samym koncepcję samowystarczalności, osobności i niezależności artzinów.
Na początku XXI w. ich istnienie podważył powszechny dostęp do Internetu. To właśnie na jego witrynach można znaleźć publikacje przypominające artziny (zwykle w postaci plików do ściągnięcia).